# 城口茴芹
城口茴芹（学名：Pimpinella fargesii）为伞形科茴芹属的植物，是中国的特有植物。分布在中国大陆的湖北、四川等地，生长于海拔500米至3,400米的地区，常生长在林下、沟边及草坡上，目前尚未由人工引种栽培。